# Desmond Morris

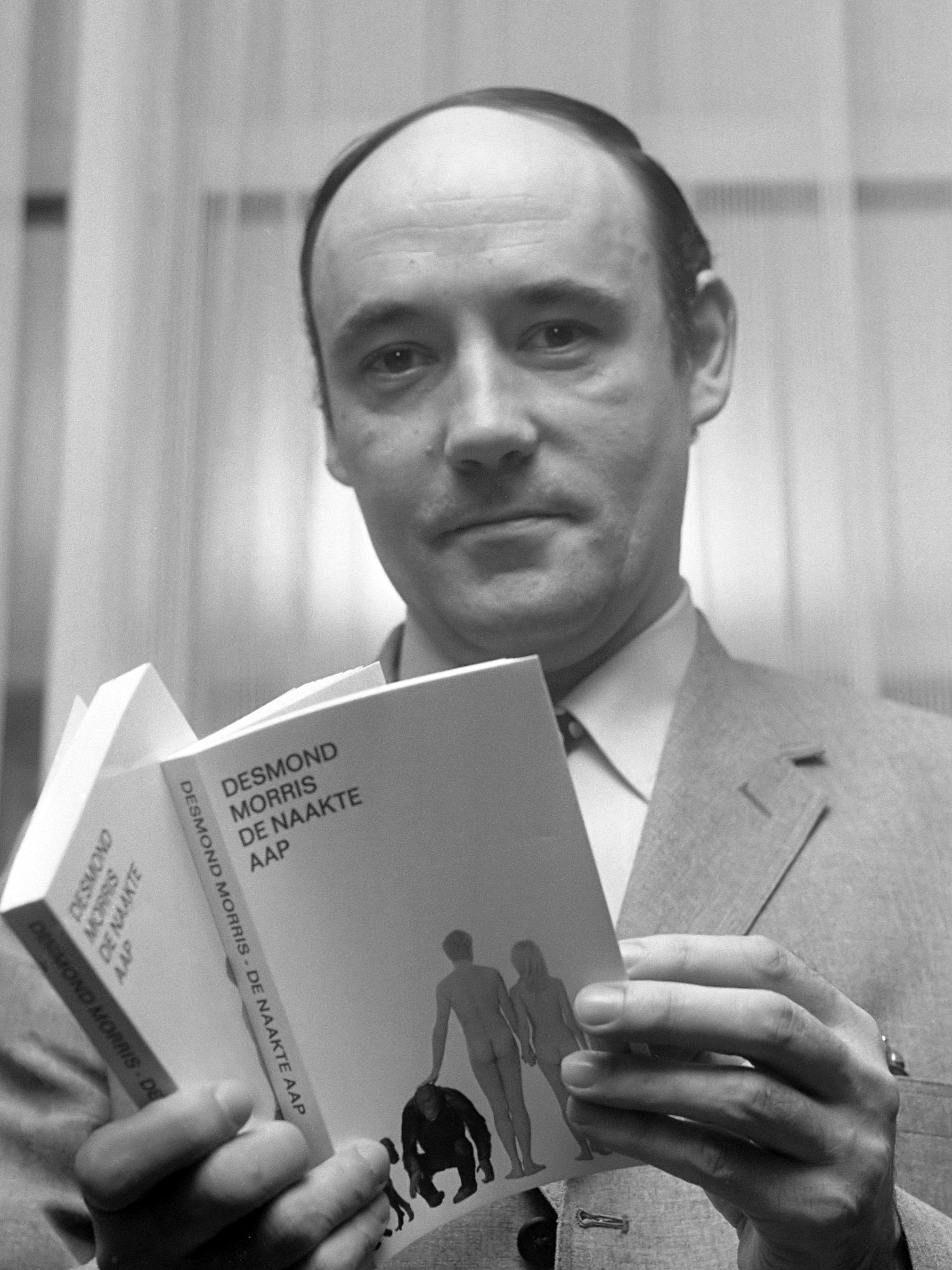
Desmond Morris (1969)

Desmond John Morris (* 24. Januar 1928 in Purton bei Swindon, Wiltshire, England) ist ein britischer Zoologe, Verhaltensforscher, Publizist und Künstler.
International berühmt wurde Morris durch seinen Bestseller Der nackte Affe. Es folgten diverse Bücher zur Körpersprache von Mensch und Tier, u. a. „Bodywatching/Körpersignale“, „Babywatching“, „Catwatching“, „Dogwatching“ und „Horsewatching“, die auch auf Deutsch vorliegen.

## Leben
Nach dem Abschluss seiner Schulausbildung und seines Wehrdienstes (1946–1948) studierte Desmond Morris an der University of Birmingham bis 1951 Zoologie. Schon während seines Militärdienstes hielt er Vorträge in bildender Kunst am Chisledon Army College und begann professionell zu malen.
Unmittelbar vor Beginn seines Studiums, im Alter von 20 Jahren, hatte Morris seine erste Gemäldeausstellung im Swindon Arts Centre. 1950 konnte er seine Gemälde gemeinsam mit Joan Miró im Rahmen einer Schau surrealistischer Werke in der London Gallery vorstellen. Gleichfalls 1950 schrieb und produzierte er zwei surrealistische Filme: Time Flower und The Butterfly and the Pin. Es folgten Ausstellungen in Belgien und Oxford. 1957 verband er seine künstlerischen Interessen in bis dahin einzigartiger Weise mit verhaltensbiologischen Fragestellungen, indem er Schimpansen Leinwände bemalen ließ, ihre Gemälde und Zeichnungen im Londoner Institute of Contemporary Arts ausstellte und so auch Vergleiche zwischen Menschenaffen und Menschenkindern ziehen konnte.
Ab Herbst 1951 hatte Desmond Morris sich an der Universität Oxford für Zoologie eingeschrieben und forschte dort für seinen Doktorgrad (erhalten 1954) unter dem späteren Nobelpreisträger Nikolaas Tinbergen über Aspekte der Kommunikation im Fortpflanzungsverhalten der Stichlinge. Morris veröffentlichte in den 1950er- und 1960er-Jahren nahezu 50 Artikel in Fachzeitschriften, sein erster erschien bereits 1952 in Behaviour.
1956 ging Morris nach London, wo er Leiter eines für die Zoological Society of London arbeitenden Film- und TV-Teams von Granada Television wurde. Für ITV entwickelte er die verhaltenskundliche Fernsehserie Zootime und für BBC2 100 Folgen von Life in the Animal World. 1958 erschien sein erstes Kinderbuch über einen Schimpansen des Londoner Zoos: The Story of Congo, der häufig in seinen Fernsehsendungen zu Gast war, und durch Abstrakte Malerei berühmt wurde. 1959 wechselte Morris zum Londoner Zoo, wo er bis 1967 als Kurator für Säugetiere tätig war. 1967 erschien das Buch, das ihn weltberühmt machte: The Naked Ape: A Zoologist's Study of the Human Animal (deutsch: Der nackte Affe).
1967 gab er seine Anstellung am Londoner Zoo auf und wurde Direktor am Institute of Contemporary Arts in London. Überrascht vom enormen kommerziellen Erfolg seines Bestsellers über den Nackten Affen, verließ er das Institute of Contemporary Arts aber bereits 1968, siedelte mit seiner Familie nach Malta über und widmete sich für mehrere Jahre ganz dem Malen und Schreiben. Schon 1969 erschien – gleichsam als Fortsetzung des Nackten Affen – sein Buch The Human Zoo (deutsch: Der Menschen-Zoo) über die Biologie des Lebens in Großstädten.
1973 kehrte Desmond Morris an die Universität Oxford zurück und forschte einige Zeit in der Arbeitsgruppe von Nikolaas Tinbergen, der im Dezember desselben Jahres mit dem Nobelpreis für Physiologie oder Medizin geehrt wurde, über die angeborenen Grundlagen des Verhaltens der Menschen.
In den folgenden Jahren unternahm Desmond Morris mehrere Weltreisen, schrieb eine Vielzahl an populärwissenschaftlichen, verhaltenskundlichen Büchern, produzierte Lehr- und Fernsehfilme, malte und zeigte seine Bilder in zahlreichen Ausstellungen.
Desmond Morris ist seit 1952 mit Ramona Baulch verheiratet, hat einen Sohn und vier Enkelkinder.

## Veröffentlichungen (Auswahl)
- Der malende Affe. Zur Biologie der Kunst [Ein Beitrag zur Untersuchung bildnerische Verhaltensweisen bei Menschenaffen und zur Grundlagenforschung der Kunst]. Mit einem Vorwort von Bernhard Rensch. (Originaltitel: The biology of art übersetzt von Hans Georg Lenze), dtv 517, München 1967 (Lizenz des Rauch Verlags Düsseldorf 1963)
- Der nackte Affe. (Originaltitel: The Naked Ape übersetzt von Fritz Bolle), Droemer Knaur, München / Zürich 1968, als Taschenbuch: ISBN 3-426-03224-4 (Knaurs Taschenbuch 3224, 26. Auflage 1995)
- Der Menschen-Zoo. 1969: München (Droemer Knaur), ISBN 3-426-00296-5
- Intimate Behaviour. 1971: London (Random House), ISBN 978-0-394-47919-4
- The Soccer Tribe. 1981: London (Jonathan Cape), ISBN  0-224-01935-X
- Mein Leben mit Tieren. 1981: München (Droemer Knaur), ISBN 3-426-26036-0
- Liebe geht durch die Haut. Die Naturgeschichte des Intimverhaltens. 1982: München (Droemer Knaur), ISBN 3-85886-001-8
- Der Mensch, mit dem wir leben. Ein Handbuch unseres Verhaltens. 1983: München (Droemer Knaur), ISBN 3-426-26072-7
- Das Spiel. Faszination und Ritual des Fußballs. 1984: München (Droemer Knaur), ISBN 3-426-26047-6
- Warum wedeln Hunde mit dem Schwanz? 1992: München (Heyne), ISBN 3-453-05807-0
- Dogwatching. Die Körpersprache des Hundes. 2000: München (Heyne), ISBN 3-453-16503-9
- Warum machen Katzen einen Buckel? 1991: München (Heyne), ISBN 3-453-05213-7
- Das Tier Mensch (The human animal)1994 aus dem engl. v. Hasso Rost ISBN 3-8025-1278-2
- Catwatching. Die Körpersprache der Katze. 2000: München (Heyne), ISBN 3-453-17259-0
- Horsewatching. Die Körpersprache des Pferdes. 2001: München (Heyne), ISBN 3-453-19724-0
- Manwatching. Reisen zur Erforschung der Spezies Mensch. 2002: München (Heyne), ISBN 3-453-18103-4
- Warum hat das Zebra Streifen? Körpersprache und Verhaltensformen der Tiere. 1994: München (Heyne), ISBN 3-453-04371-5
- Bodytalk. Körpersprache, Gesten und Gebärden. 1997: München (Heyne), ISBN 3-453-12297-6
- Babywatching, Die Körpersprache der Babys. 1998: München (Heyne), ISBN 3-453-14128-8
- Die nackte Eva. Der weibliche Körper im Wandel der Kulturen. 2004: München (Heyne), ISBN 3-453-12006-X
- The Naked Man: A Study of the Male Body. 2008: London (Jonathan Cape), ISBN 978-0-224-08042-2
- mit Steve Parker: Die Welt der Menschenaffen (Originaltitel: Planet ape übersetzt von Michael Kokoschka und Eva Sixt), National Geographic / G + J, Hamburg 2010, ISBN 978-3-86690-162-9
- Eulen: Ein Portrait. Matthes & Seitz, Berlin 2014, ISBN 978-3-95757-088-8.
- Das Leben der Surrealisten. Aus dem Englischen von Willi Winkler, 352 S., Unionsverlag, Zürich 2020, ISBN 978-3-293-00556-3.[1]
- The British Surrealists. Thames & Hudson, London 2022, ISBN 978-0-500-02488-1.

## Belege
1. ↑  Eva Hepper: „Als die Maler in den Zoo gingen“, deutschlandfunkkultur.de, erschienen und abgerufen am 26. Mai 2020.

| Personendaten    | Personendaten                                                  |
| ---------------- | -------------------------------------------------------------- |
| NAME             | Morris, Desmond                                                |
| ALTERNATIVNAMEN  | Morris, Desmond John (vollständiger Name)                      |
| KURZBESCHREIBUNG | britischer Zoologe, Verhaltensforscher, Publizist und Künstler |
| GEBURTSDATUM     | 24. Januar 1928                                                |
| GEBURTSORT       | Purton bei Swindon, Wiltshire, England                         |